# 懷克爾斯 (伊利諾伊州)
懷克爾斯（英語：Wyckles）是位於美國伊利諾伊州梅肯縣的一個非建制地區。該地的面積和人口皆未知。

## 地理
懷克爾斯的座標為39°51′11″N 89°01′44″W / 39.85306°N 89.02889°W，而該地的平均海拔高度為207米（即679英尺）。